# 김재찬
김재찬(金載瓚, 1746년 ~ 1827년)은 조선의 정치가이다. 자는 국보(國寶), 호는 해석(海石), 시호는 문충(文忠), 본관은 연안이다. 영조 때 문과에 급제하였고 이후 정조 때에 예문관검열, 한림, 규장각직각, 정랑, 교리, 의정부검상, 해조낭관, 부사과, 겸보덕을 지냈으며, 이후 당상관으로 승진해서 이조참의, 대사성, 검교직각, 원춘도관찰사, 대사헌, 규장각직제학, 도승지를 하고 이후 이조참판을 거쳐, 대사헌, 형조판서, 이조판서, 홍문관제학, 예문관제학, 예조판서, 수어사, 직제학, 평안도관찰사, 좌참찬, 강화유수, 지돈녕부사, 판의금부사, 우빈객, 규장각제학, 빈전제조, 병조판서, 공조판서, 실록당상, 수원유수, 우참찬, 광주유수, 혼전당상, 애책문제술관 등을 지내고, 순조 때 정승이 되어 우의정과 좌의정을 거쳐 순조 때 영의정에 이르렀다. 홍경래의 난 때는 흉흉한 민심을 수습하고 이를 평정하여 기근과 병란으로 인한 혼란된 세태를 안정시켰다. 이후 좌의정을 거쳐 다시 영의정이 되었다. 저서에 《해석일록》 《해석집》 등이 있다.